# 河井博大
河井 博大（かわい ひろお、1971年11月13日 - ）は、広島県広島市安佐北区出身のプロゴルファー。

## 来歴
広島県瀬戸内高等学校のゴルフ部で田中秀道の1年後輩、谷原秀人は河井の後輩にあたる。日本大学を経て、広野GCで研修生となり1996年にプロテストに合格。翌1997年から田中に師事。2001年、2007年と2度シード落ち。
2011年5月に兵庫県で開催された日本プロゴルフ選手権で2日目から首位タイに立ち、プロ16年目39歳にしてツアー初優勝をメジャーで飾った。

## 人物
ショットメーカーと称されるが、ドライバーが好きと語っている。パーオン率は2006年に1位になった経験もあるが、アプローチが下手で、アイアンはただ安全にグリーンに乗せているだけと語っている。そのため、河井は「ビビリ・ショットメーカー」と自身を称している。
趣味がなく、物欲や金銭欲もなく、ゴルフしか興味がないと語っている。研修生時代は、ゴルフ場が休みの月曜日が嬉しく、練習場で1000球ぐらい打っていたと語っている。現在も、試合がない日には、練習場で1人で練習しているという。